# Anna Iwanowna Bogali-Titowez
Anna Iwanowna Bogali-Titowez (russisch Анна Ивановна Богалий-Титовец; * 12. Juni 1979 in Woschega, Oblast Wologda, Russische SFSR, Sowjetunion) ist eine ehemalige russische Biathletin.
Sie wohnt in Murmansk und trainiert auch beim dortigen Verein Dinamo Murmansk. Sie ist gelernte Polizistin. Sie begann 1991 mit dem Biathlon und gewann in der Saison 2003/2004 ihren ersten Weltcup.
Als Startläuferin legte sie die Grundlage für den Sieg mit der Staffel (4 × 6 km) bei den Olympischen Winterspielen 2006 in Cesana San Sicario gegen die mit favorisierten deutschen Biathletinnen.
Die Saison 2006/2007 war ihre bisher schwächste Weltcupsaison. Sie kam im Gesamtweltcup nicht über den Rang 41 hinaus. In den Einzelrennen gelangen ihr nur zwei zwölfte Plätze. Bei den Biathlon-Weltmeisterschaften 2007 in Antholz beendete sie nach einem 51. Platz im Sprint und den enttäuschenden 7. Platz in der Staffel ihre Saison vorzeitig.
Gemeinsam mit Swetlana Slepzowa, Olga Medwedzewa und Olga Saizewa gelang Bogali-Titowez der Sieg im Staffelwettbewerb der Olympischen Winterspiele 2010 in Vancouver.

## Biathlon-Weltcup-Platzierungen
Die Tabelle zeigt alle Platzierungen (je nach Austragungsjahr einschließlich Olympische Spiele und Weltmeisterschaften).
- 1.–3. Platz: Anzahl der Podiumsplatzierungen
- Top 10: Anzahl der Platzierungen unter den ersten zehn (einschließlich Podium)
- Punkteränge: Anzahl der Platzierungen innerhalb der Punkteränge (einschließlich Podium und Top 10)
- Starts: Anzahl gelaufener Rennen in der jeweiligen Disziplin
- Staffel: inklusive Mixed- und Single-Mixed-Staffeln

| Platzierung                      | Einzel | Sprint | Verfolgung | Massenstart | Staffel | Gesamt |
| -------------------------------- | ------ | ------ | ---------- | ----------- | ------- | ------ |
| 1. Platz                         | 2      |        |            | 1           | 14      | 17     |
| 2. Platz                         |        | 2      | 2          | 1           | 7       | 12     |
| 3. Platz                         |        | 1      | 2          | 2           | 3       | 8      |
| Top 10                           | 10     | 17     | 16         | 6           | 27      | 76     |
| Punkteränge                      | 15     | 46     | 34         | 21          | 27      | 143    |
| Starts                           | 21     | 58     | 38         | 21          | 27      | 165    |
| Stand: nach der Saison 2009/2010 |        |        |            |             |         |        |